# Вулиця Паустовського (Київ)
Ву́лиця Паусто́вського — вулиця в Солом'янському районі міста Києва, місцевість Новокараваєві дачі. Пролягає від вулиці Августина Волошина до вулиці Героїв Севастополя.
Прилучаються вулиці Чернівецька, Івана Піддубного і Чернишевського.

## Історія
Вулиця виникла в 40-ві роки XX століття під назвою 433-тя Нова, з 1944 року — Комуністична. Сучасна назва на честь письменника Костянтина Паустовського — з 1968 року.